# Tunjiška Mlaka
Tunjiška Mlaka – wieś w Słowenii, w gminie Kamnik. W 2018 roku liczyła 301 mieszkańców.